# Mehatronika
Izraz mehatronika se je prvič pojavil pred približno štiridesetimi leti. Izpeljan je bil iz besed mehanika in elektronika in predstavlja novo tehnično smer. Sprva je bilo to področje, ki je nekako združevalo mehanske in elektronske sisteme, razvilo pa se je kot posledica opažanja sinergijskih učinkov v sistemih, ki so bili kombinacija elektronike in mehanike. Danes bi temu prej rekli elektromehanika. Z razvojem tehnike so se začeli razvijati tudi računalniki in z njimi informatika. Postajali so (in še postajajo) zmogljivejši (kar pomeni, da lahko shranjujejo večje količine podatkov, hkrati pa te podatke hitreje obdelujejo) in manjši. Lahko trdimo, da je danes računalnik prisoten prav na vseh področjih od vzgoje, medicine, živilstva, meteorologije, avtomobilizma… Zagotovo pa v tehniki ni več področja, ki bi si ga lahko predstavljali brez računalniško podprtih sistemov - resda morda ne računalnik v klasični obliki kot stvar, ki jo postavimo na mizo, pač pa je to pogosto neko vezje relativno majhnih fizičnih dimenzij, ki je vgrajeno v neki sistem: ročna ura, otroška igrača, mobilni telefon – avtomobil s petdesetimi računalniki ni več nič nenavadnega. Ravno tako je računalnik posegel na področje mehanike in elektronike ter tako postal sestavni del mehatronike, ki je danes definirano kot zlitje mehanike, elektronike ter informatike oziroma inteligentne računalniške kontrole.